# Albert (organisatie)
Albert (officiële schrĳfwĳze: albert) is een milieu-organisatie gericht op het aanmoedigen en bewustwording van duurzaamheid binnen de film- en televisie-industrie. Albert begon als een berekeningstool voor de CO2-voetafdruk bĳ de producties van de BBC. In 2011 is het gedoneerd aan een nieuwe organisatie dat onder leiding van de BAFTA staat. De strategie en ontwikkeling van albert wordt ondersteund door het BAFTA albert-consortium, bestaande uit onder andere de BBC, ITV, Channel 4, Netflix, Amazon MGM Studios, Warner Bros. Discovery, Producers Alliance for Cinema and Television (PACT), Channel 5, Paramount Global en andere vertegenwoordigers uit de media-industrie.

## Berekeningstool en certificering
De berekeningstool van albert geeft producties inzicht op de verwachte CO2-voetafdruk van ontwikkeling en preproductie tot de postproductie en distributie. Producties gaan dan door een certificeringsproces waar duurzame productietechnieken waar mogelĳk worden geïmplementeerd en compenseren waar het niet mogelĳk is. De albert-certificaties bestaan uit zes categorieën: circulariteit, klimaat, natuur, werknemers, management en data, en kent tientallen richtlĳnen en maatregelen. Enkele richtlĳnen zĳn onder andere: niet tot zo weinig mogelĳk printen, gebruik hervulbare flesjes voor drinken, hergebruik kleding en rekwisieten zo veel mogelĳk, gebruik verf op waterbasis, en een vegetarisch of veganistische catering. Producties die de certificering met succes hebben doorlopen worden gecertificeerd met 1, 2 of 3 sterren en mogen het albert-keurmerk tonen bĳ diens aftiteling.
Alle producties van de BBC, ITV, Channel 4, UKTV, Sky UK, TG4 en Netflix in het Verenigd Koninkrĳk zĳn verplicht om hun CO2-emissies te registreren met de berekeningstool van albert. Bĳ de BBC is sinds januari 2022 een albert-certificaat vereist bĳ alle televisieprogramma's die zĳ uitzenden. In 2023 zĳn de CO2-voetafdrukken van 3003 producties geregistreerd via albert waarvan 2451 een albert-certificatie hebben ontvangen. In Nederland zĳn RTL en de omroepen bĳ de NPO rond 2023 begonnen met de registratie van hun ecologische voetafdruk. Op 24 april 2025 ontving de Banijay Studio's in Amsterdam-Duivendrecht als eerste mediagebouw in Nederland het albert-certificaat.

## Nederlandse producties met het albert-certificaat
- Eén tegen 100[11]
- 3 op Reis
- Beat the Champions (seizoen 3)[8]
- Big Brother[11]
- BinnensteBuiten
- DNA Singers (seizoen 2)[8]
- ESPN Vandaag[11]
- Goede tijden, slechte tijden[11]
- Eén grote familie (seizoen 1)[8]
- Het Klokhuis
- Love Island (seizoen 5)[8]
- Love Island Valentijnsspecial (seizoen 4)[8]
- Married at First Sight (seizoen 8 & 9)[8]
- Married At First Sight: Match Or Mistake (seizoen 2)[8]
- The Masked Singer (seizoen 5)[8]
- MediArena, het hoofdkantoor van Banijay Benelux[11]
- Mediastorm (sinds 2023)[9]
- Nederland in Beweging! (sinds 2023)[12]
- Oh, wat een jaar! (seizoen 6)[8]
- Het perfecte plaatje (seizoen 8)[8]
- Het perfecte plaatje op reis (seizoen 2)[8]
- Postcode Loterij Miljoenenjacht[11]
- Van onschatbare waarde (sinds 2023)[9]
- Schiphol (seizoen 2)
- De voetbalkantine[11]
- Voor hetzelfde geld (seizoen 4)[8]
- Weet Ik Veel (seizoen 13 & 14)[8]

## External links
- Officiële website (Engels)
- Officieel website (Nederlands)